# 加郡乡
加郡乡，是中华人民共和国四川省甘孜藏族自治州泸定县曾经下辖的一个乡。2019年12月，撤销加郡乡，将其所属行政区域划归德威镇管辖。

## 行政区划
加郡乡撤销前下辖以下地区：
刘河坝村、安家湾村、长沙坝村、加郡村、房背后村、田坝村、海子村、河口村、金洞子村、庄子村、中油房村和新店子村。